# Companhia Ferroviária e de Logística do Piauí
A Companhia Ferroviária e de Logística do Piauí (CFLP) é uma empresa pública do Governo do Piauí que administra o transporte sobre trilhos da capital estadual, que possui uma linha com 13,5 km de extensão, e do restante do estado do Piauí. Foi criada em 2023, e possui como diretor-presidente Wilson Martins, que sucedeu José Augusto de Carvalho Gonçalves Nunes.

## Criação
A CFLP foi criada pela lei estadual n.º 8024, de 12 de abril de 2023, sancionada pelo governador Rafael Fonteles, substituindo a antiga Companhia Metropolitana de Transportes Públicos, que administrava exclusivamente o sistema metroferroviário de Teresina.
Com a transformação da companhia, suas competências foram expandidas, mantendo a natureza jurídica da anterior, tendo como objetivo além de administrar o metrô da capital, realizar serviços como a construção de ferrovias, operação e exploração de tráfego ferroviário próprio ou de terceiros, construção e operação de terminais de transbordo, além de portuários próprios ou de terceiros. O órgão também pode explorar as atividades de navegação em todo o estado do Piauí.